# Число Цайзеля
Число Цайзеля — свободное от квадратов число {\displaystyle k}, имеющее как минимум три простых делителя, для которых выполняется условие:
{\displaystyle p_{x}=ap_{x-1}+b},
где {\displaystyle a} и {\displaystyle b} являются некоторыми целыми константами, а {\displaystyle x} — индекс отсортированных в порядке возрастания этих простых делителей. При этом полагается {\displaystyle p_{0}=1}.
Несколько первых чисел Цайзеля:
105, 1419, 1729, 1885, 4505, 5719, 15387, 24211, 25085, 27559, 31929, 54205, 59081, 114985, 207177, 208681, 233569, 287979, 294409, 336611, 353977, 448585, 507579, 982513, 1012121, 1073305, 1242709, 1485609, 2089257, 2263811, 2953711, …
Например, 1729 является числом Цайзеля с константами {\displaystyle a=1} и {\displaystyle b=6}, а его делители 7, 13 и 19 удовлетворяют равенствам:
{\displaystyle {\begin{aligned}p_{1}=7,&{}\quad p_{1}=1p_{0}+6\\p_{2}=13,&{}\quad p_{2}=1p_{1}+6\\p_{3}=19,&{}\quad p_{3}=1p_{2}+6\end{aligned}}}
1729 является примером чисел Кармайкла вида {\displaystyle (6n+1)(12n+1)(18n+1)}, которые удовлетворяют уравнению {\displaystyle p_{x}=ap_{x-1}+b} с {\displaystyle a=1} и {\displaystyle b=6n}, так что любое число Кармайкла вида {\displaystyle (6n+1)(12n+1)(18n+1)} является числом Цайзеля.
Другие числа Кармайкла этого вида: 294409, 56052361, 118901521, 172947529, 216821881, 228842209, 1299963601, 2301745249, 9624742921, …
Название для чисел Цайзеля введено, по-видимому, Кевином Брауном, который искал числа, которые при подстановке в формулу {\displaystyle 2^{k-1}+k} дают простое число. В сообщении, направленном в группу новостей sci.math 24 февраля 1994 Хельмут Цайзель указал, что 1885 является таким числом. Позднее обнаружено, что 1885 имеет разложение на простые множители со свойством, соответствующим определению чисел Цайзеля.
Число 1729 — число Харди — Рамануджана — также является числом Цайзеля.